# Acido eptanoico
L'acido eptanoico, chiamato anche acido enantico, è un acido carbossilico. Si tratta di un liquido oleoso, con uno sgradevole odore di rancido. Contribuisce a determinare l'odore di alcuni oli rancidi. È leggermente solubile in acqua, ma molto solubile in etanolo ed etere.
Si trova in natura nelle piante del genere Oenanthe, della famiglia delle Apiacee, e in altri estratti vegetali.
Viene utilizzato nella preparazione di esteri, come l'eptanoato di etile, che sono utilizzati in profumeria e come aromi artificiali. L'estere dell'acido eptanoico e del glicerolo, il Trieptanoato di glicerina ha alcune applicazioni terapeutiche